# Pont de Veigy
Le pont de Veigy est un pont routier et piéton sur la Laire situé sur la frontière entre le canton de Genève et le département de la Haute-Savoie.

## Localisation
Le pont de Veigy est le second pont à franchir la Laire alors qu'elle marque la frontière entre les deux pays. Il est situé au sud du village de Sézegnin, au nord de celui de Malagny et à l'ouest de Veigy, village dépendant de la commune de Viry (d'où son nom).

## Histoire
Dès 1851, les habitants de la région réclament un pont leur permettant de traverser la Laire entre Sézegnin et Malagny. Une passerelle piétonne est réalisée en 1872, les véhicules devant encore passer à gué. 
Cette passerelle est fréquentée à tel point que les habitants lancent, à la fin du XIXe siècle, une souscription pour construire un pont carrossable. Il est finalement réalisé en 1911 après que la passerelle a été emportée par une crue de la rivière. Les coûts sont divisés à parts égales entre Malagny et le canton. 
Après plusieurs années de discussion, une première étude en 1993 et son inscription dans le cadre d'un cheminement historique figurant à l'Inventaire des voies de communication historiques de la Suisse, le pont est entièrement restauré en 2006 et inauguré le 17 novembre. Si un nouveau tablier a été réalisé en métal et béton à cette occasion, ses culées sont encore de nos jours en pierre de taille. 

## Sources
- [PDF] Marie-Paul Mayor et Anita Frei, « Avusy, Plan Directeur Communal 2005 - document 2 : histoire et patrimoine » (consulté le 4 octobre 2007)
- Département de l'intérieur, de l'agriculture, de l'environnement et de l'énergie, « Fiche rivière no 6 : La Laire » (consulté le 4 octobre 2007)